# Миранте, Антонио
Антонио Миранте (итал. Antonio Mirante; род. 8 июля 1983[…], Кастелламмаре-ди-Стабия, Кампания) — итальянский футболист, вратарь клуба «Милан».

## Карьера игрока

### Клубная

#### Ранние годы
Миранте — воспитанник академии «Ювентуса», в системе которого выступал с 2000 года. В 2004 году отправился в аренду в клуб Серии В «Кротоне», в составе которого отыграл 41 матч. В следующем сезоне отправился в ещё одну аренду, на этот раз в клуб элитного итальянского дивизиона в «Сиену». 28 августа 2005 года в матче против «Кальяри» дебютировал в Серии А. Всего за сезон 2005/06 сыграл 26 матчей за «Сиену». В сезоне 2006/07 отыграл 7 матчей за «Ювентус» в Серии В.

#### Переход в «Сампдорию»
Летом 2008 года перешёл в «Сампдорию». В «Сампдории» не стал основным игроком, проведя за 2 сезона лишь 21 матч в чемпионате Италии, несмотря на это, в сезоне 2008/09 помог команде выйти в финал Кубка Италии.

#### «Парма»
Летом 2009 года отправился в «Парму». 23 августа этого же года в матче чемпионата Италии против «Удинезе» дебютировал за новый клуб. В составе «Пармы» отыграл 6 сезонов, суммарно сыграв в 204 матчах за этот клуб.

#### «Болонья»
Летом 2015 года свободным агентом перешёл в «Болонью». 22 августа этого же года в матче чемпионата Италии против «Лацио» дебютировал за новый клуб.

#### «Рома»
Летом 2018 года Антонио за 4 млн евро перешёл из «Болоньи» в «Рому», подписав с клубом трёхлетний контракт. В обратном направлении проследовал польский голкипер Лукаш Скорупский, купленный «Болоньей» за 9 млн евро. С начала сезона 2018/19, Антонио считался игроком запаса и выходил на поле лишь в нескольких малозначимых матчах (исключение — домашний матч Лиги чемпионов с «Порту»). Однако по ходу сезона основной голкипер Робин Ульсен допустил ряд результативных ошибок, и после прихода нового тренера Клаудио Раньери и провальных игр шведского вратаря в марте, Миранте начиная с апреля вытеснил Ульсена с основы, показывая более стабильную игру на воротах. С началом сезона 2019/20 и приобретением испанского вратаря Пау Лопеса, Миранте вновь стал вторым голкипером в команде, что однако не помешало выйти ему в нескольких матчах Лиги Европы и сыграть в гостевом матче с «Интером», сохранив ворота в неприкосновенности. С начала сезона 2020/21 тренер «Ромы» Паулу Фонсека чаще стал доверять место в старте Миранте, однако опытный итальянский голкипер после нескольких стартовых матчей перестал показывать стабильную игру, часто допуская вратарские ошибки. В результате чего Пау Лопес смог вновь вернуться в основу команды, задвинув Миранте в запас (а в последних матчах Миранте вовсе уступил рамку Даниэлю Фузато, ставший на замену травмированному Пау Лопесу). По окончании сезона, Антонио покинул клуб, так как стороны не стали договариваться о продлении контракта.

#### «Милан»
13 октября 2021 года Антонио, на правах свободного агента, присоединился к «Милану», подписав контракт до конца сезона 2021/22. Миранте должен был заменить травмированного Майка Меньяна в заявке клуба на Лигу чемпионов, на время травмы, и конкурировать за место в основном составе с Чиприаном Тэтэрушану. Несмотря на то, что Антонио так и не провёл ни единого матча в сезоне 2021/22, Миранте в составе команды стал чемпионом Италии, а 1 июля 2022 года переподписал контракт с «Миланом» до конца сезона 2022/23.

### Международная
Участник молодёжного чемпионата Европы 2006 года, но на этом турнире был запасным и на поле не выходил. В 2010 и 2014 годах вызывался в сборную Италии, но на поле не выходил.

## Статистика

### Клубная
| Клуб             | Сезон                | Лига                 | Лига | Лига | Национальный кубок | Национальный кубок | Еврокубки | Еврокубки | Другие | Другие | Всего | Всего |
| Клуб             | Сезон                | Чемпионат            | Игры | Голы | Игры               | Голы               | Игры      | Голы      | Игры   | Голы   | Игры  | Голы  |
| ---------------- | -------------------- | -------------------- | ---- | ---- | ------------------ | ------------------ | --------- | --------- | ------ | ------ | ----- | ----- |
| Ювентус          | 2003-04              | Серия A              | 0    | 0    | 0                  | 0                  | 0         | 0         | 0      | 0      | 0     | 0     |
| → Кротоне        | 2004-05              | Серия B              | 41   | -43  | 3                  | -2                 | -         | -         | -      | -      | 44    | -45   |
| → Сиена          | 2005-06              | Серия A              | 26   | -43  | 3                  | -5                 | -         | -         | -      | -      | 29    | -48   |
| Ювентус          | 2006-07              | Серия B              | 7    | -9   | 0                  | 0                  | -         | -         | -      | -      | 7     | -9    |
| Ювентус          | Всего за «Ювентус»   | Всего за «Ювентус»   | 7    | -9   | 0                  | 0                  | 0         | 0         | -      | -      | 7     | -9    |
| Сампдория        | 2007-08              | Серия A              | 13   | -15  | 4                  | -3                 | 1         | -1        | -      | -      | 18    | -19   |
| Сампдория        | 2008-09              | Серия A              | 9    | -12  | 2                  | -2                 | 2         | -2        | -      | -      | 13    | -16   |
| Сампдория        | Всего за «Сампдорию» | Всего за «Сампдорию» | 22   | -27  | 6                  | -5                 | 3         | -3        |        |        | 31    | -35   |
| Парма            | 2009-10              | Серия A              | 37   | -49  | 1                  | -2                 | -         | -         | -      | -      | 38    | -51   |
| Парма            | 2010-11              | Серия A              | 36   | -45  | 0                  | 0                  | -         | -         | -      | -      | 36    | -45   |
| Парма            | 2011-12              | Серия A              | 29   | -47  | 0                  | 0                  | -         | -         | -      | -      | 29    | -47   |
| Парма            | 2012-13              | Серия A              | 33   | -40  | 0                  | 0                  | -         | -         | -      | -      | 33    | -40   |
| Парма            | 2013-14              | Серия A              | 36   | -42  | 1                  | 0                  | -         | -         | -      | -      | 37    | -42   |
| Парма            | 2014-15              | Серия A              | 33   | -60  | 2                  | -2                 | -         | -         | -      | -      | 35    | -62   |
| Парма            | Всего за «Парму»     | Всего за «Парму»     | 204  | -283 | 4                  | -4                 | -         | -         | -      | -      | 208   | -287  |
| Болонья          | 2015-16              | Серия A              | 33   | -41  | 1                  | -1                 | -         | -         | -      | -      | 34    | -42   |
| Болонья          | 2016-17              | Серия A              | 21   | -32  | 1                  | 0                  | -         | -         | -      | -      | 22    | -32   |
| Болонья          | 2017-18              | Серия A              | 33   | -46  | 1                  | -3                 | -         | -         | -      | -      | 34    | -49   |
| Болонья          | Всего за «Болонью»   | Всего за «Болонью»   | 87   | -119 | 3                  | -4                 | -         | -         | -      | -      | 90    | -123  |
| Рома             | 2018-19              | Серия A              | 11   | -6   | 0                  | 0                  | 2         | -3        | -      | -      | 13    | -9    |
| Рома             | 2019-20              | Серия A              | 5    | -5   | 0                  | 0                  | 2         | -2        | -      | -      | 7     | -7    |
| Рома             | 2020-21              | Серия A              | 13   | -19  | 0                  | 0                  | 2         | -7        | -      | -      | 15    | -26   |
| Рома             | Всего за «Рому»      | Всего за «Рому»      | 29   | -30  | 0                  | 0                  | 6         | -12       | -      | -      | 35    | -42   |
| Милан            | 2021-22              | Серия A              | 0    | 0    | 0                  | 0                  | 0         | 0         | -      | -      | 0     | 0     |
| Всего за карьеру | Всего за карьеру     | Всего за карьеру     | 414  | -554 | 19                 | -20                | 9         | -15       | 0      | 0      | 442   | -589  |

## Достижения
«Ювентус»
- Чемпион Серии В: 2006/07

«Милан»
- Чемпион Италии: 2021/22